# グダニスク湾
グダニスク湾（グダニスクわん、英語: Gdańsk Bay、Gulf of Gdańsk、ポーランド語: Zatoka Gdańska、カシューブ語: Gduńskô Hôwinga、ロシア語: Гданьская бухта、 Gdan'skaja bukhta、 ドイツ語: Danziger Bucht）は、バルト海の南東部にあるの湾である。ポーランドとロシア連邦カリーニングラードに面している。この湾にあるグダニスク（ダンツィヒ）から名前がつけられた。

## 地理
最大深度は120メートルで、塩分濃度は0.7％となっている。この湾の西部はプツク湾の浅瀬によって形成されている。南東部はバルティースク海峡で外洋と接続されているヴィスワ潟がある。
この湾はポーランドのポモージェ県とロシア連邦のカリーニングラード州の海岸の大きな湾曲に囲まれている。また、海岸にはヘル半島とヴィスワ砂州の2つの非常に長い砂嘴がある。
主要な港と沿岸の都市は、グダニスク（ダンツィヒ）、グディニャ（グディンゲン）、プツク、ソポト（ツォポト）、ヘル（ヘラ）、カリーニングラード（ケーニヒスベルク）、プリモルスク（フィッシュハウゼン）、バルティースク（ピラウ）などが存在する。グダニスク湾に注ぐ主な河川はヴィスワ川とプレゴリャ川がある。

## 歴史
今日では、クルシュー人はクルシュー砂州に沿って住むほぼ絶滅したバルト民族グループであるが、1649年にはクルシュー人の入植地はクライペダ（メーメル）からグダニスク（ダンツィヒ）にまで広がっていた。現在、クルシュー人は、クルシュー砂州にまだ住んでいる一部を除いて、最終的にドイツ人に同化した。クルシュー人は第一次世界大戦後、ラトビアがロシア帝国から独立するまでは言語学的議論に基づく考察によって、ラトビア人と見なされていた。これが、クルシュー砂州、メーメル、および後に取り下げられる東プロイセンの他の領土に対するラトビアの領有権主張の根拠となった。